# Yongfeng, Tianchang
Yongfeng (kinesiska: 永丰) är en köping i östra Kina. Den ligger i Tianchang i staden Chuzhou i provinsen Anhui, omkring 190 kilometer nordost om provinshuvudstaden Hefei. Antalet invånare är 21 072. Befolkningen består av 10 512 kvinnor och 10 560 män. Barn under 15 år utgör 14,0 %, vuxna 15-64 år 72 %, och äldre över 65 år 12,0 %.